# Шарлотта Шаумбург-Ліппська
Шарлотта Шаумбург-Ліппська (нім. Charlotte zu Schaumburg-Lippe), повне ім'я Шарлотта Марія Іда Луїза Ерміна Матильда Шаумбург-Ліппська (нім. Charlotte Marie Ida Luise Hermine Mathilde zu Schaumburg-Lippe), 10 жовтня 1864 — 16 липня 1946) — принцеса Шаумбург-Ліппська з дому Ліппе, донька принца Вільгельма  Шаумбург-Ліппського та принцеси Батільди Ангальт-Дессау, дружина останнього короля Вюртембергу Вільгельма II.

## Біографія
Шарлотта з'явилась на світ 10 жовтня 1864 року у замку Ратібожиц в Богемії. Вона стала первістком в родині принца цу Шаумбург-Ліппе Вільгельма та його дружини Батільди Ангальт-Дессау, народившись на третій рік їхнього шлюбу. Невдовзі у неї з'явився молодший брат Франц Йозеф. За кілька місяців після цього почалася австро-прусська війна, і батько був залучений до війська. Матір на період військових дій від'їхала до Копенгагену. Закінчилася війна наприкінці літа 1866 року. Згодом родина поповнилася трьома молодшими синами та трьома доньками. Резиденцією сімейства був замок Наход. Ратібожице також перебував у їхній власності.
Шарлотта цікавилася музикою та мистецтвом, полюбляла займатися спортом. Серед її улюблених занять були плавання, теніс, велоспорт та катання на лижах. Мала надзвичайну пристрасть до полювання.
У 21-річному віці взяла шлюб із 38-річним спадкоємним принцом Вюртембергу Вільгельмом Карлом. Наречений був небожем правлячого короля Вюртембергу Карла, який не мав нащадків. Весілля пройшло 8 квітня 1886 року у Бюккебурзі. Вільгельм був удівцем, від першого шлюбу мав 8-річну доньку Пауліну. Планувалося, що Шарлотта народить сина-спадкоємця, однак спільних дітей у подружжя не було. Мешкала пара у Штутгарті та Людвігсбурзі. У 1887 році вони оселилися у Палаці Вільгельма.

У 1890 році Вільгельм та Шарлотта здійснили подорож до Великої Британії. Марія Текська зауважувала, що британській королівській родині дуже сподобалася кронпринцеса, висловивши думку, що вона є гарною чесною душею і, здається, знаходить спільну мову з усіма членами сім'ї Вюртембергу, що показує її великий такт.

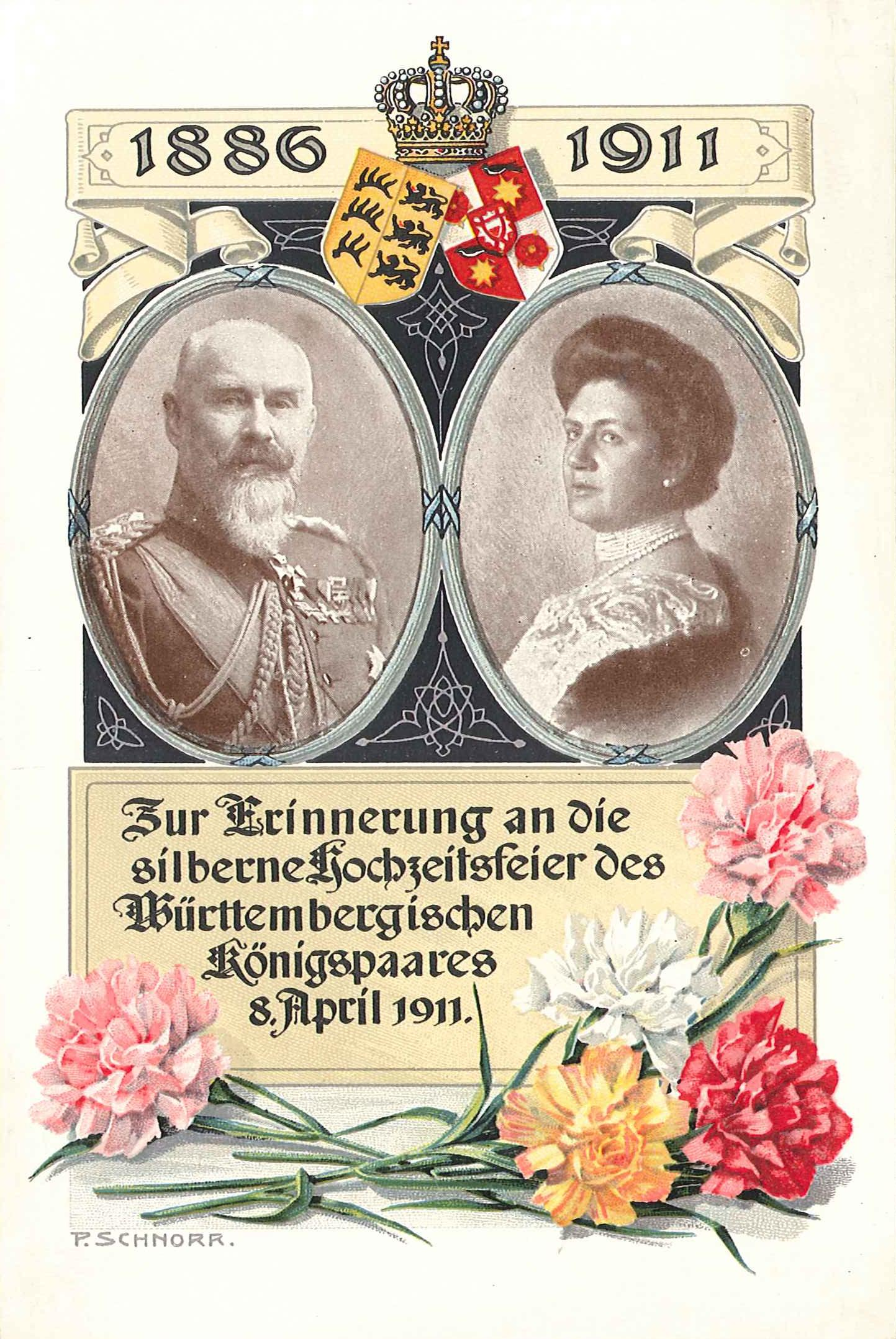
Із чоловіком на поштівці, 1911

Восени 1891 року Вільгельм став королем, а Шарлотта королевою-консортом. До Нового палацу Штутгарта, монаршої резиденції, вони не переїжджали, використовуючи лише для представницьких заходів. Взимку продовжували жити у Палаці Вільгельма, час із червня по жовтень проводили у літній резиденції — замку Фрідріхсгафен, у листопаді—грудні від'їжджали на двотижневий мисливський відпочинок до палацу Бебенгаузен. В останньому, від 1891 року, вони почали реставрацію з метою модернізації. Були прибудовані апартаменти королеви, її ванна кімната, Зелений зал та замкова кухня.
В той час, як її чоловік був дуже популярним, Шарлотта, навпаки, користувалася прохолодним ставленням вюртембержців. Серед причин такого відношення дослідники називають бездітність королеви та її рідке виконання представницьких обов'язків. Найчастіше, вона відмовлялася супроводжувати Вільгельма на військових парадах, днях народження кайзера, а свій власний день народення усамітнено святкувала у Фрідріхсгафені. Марія Аделаїда Кембріджська, яка симпатизувала королеві, втім, зауважувала, що Шарлотта не турбується про свій одяг та зовнішність. Велика герцогиня Мекленбург-Штреліцу у 1892 році казала, що Шарлотта надто весела та недбала для королеви.
Разом з тим, правителька активно турбувалася соціальними проблемами і від своєї попередниці перейняла патронаж численних благодійних фундацій, у тому числі для дияконис, а також Швабського Союзу Жінок, Вюртемберзького Банку та Червоного Хреста. Особливу увагу приділяла справам жінок. Покровительствувала Вюртемберзькому союзу художниць та першій у Вюртемберзі гімназії для дівчат.

Цікавилася культурою та мистецтвом. Часто супроводжувала чоловіка в опері та театрі.

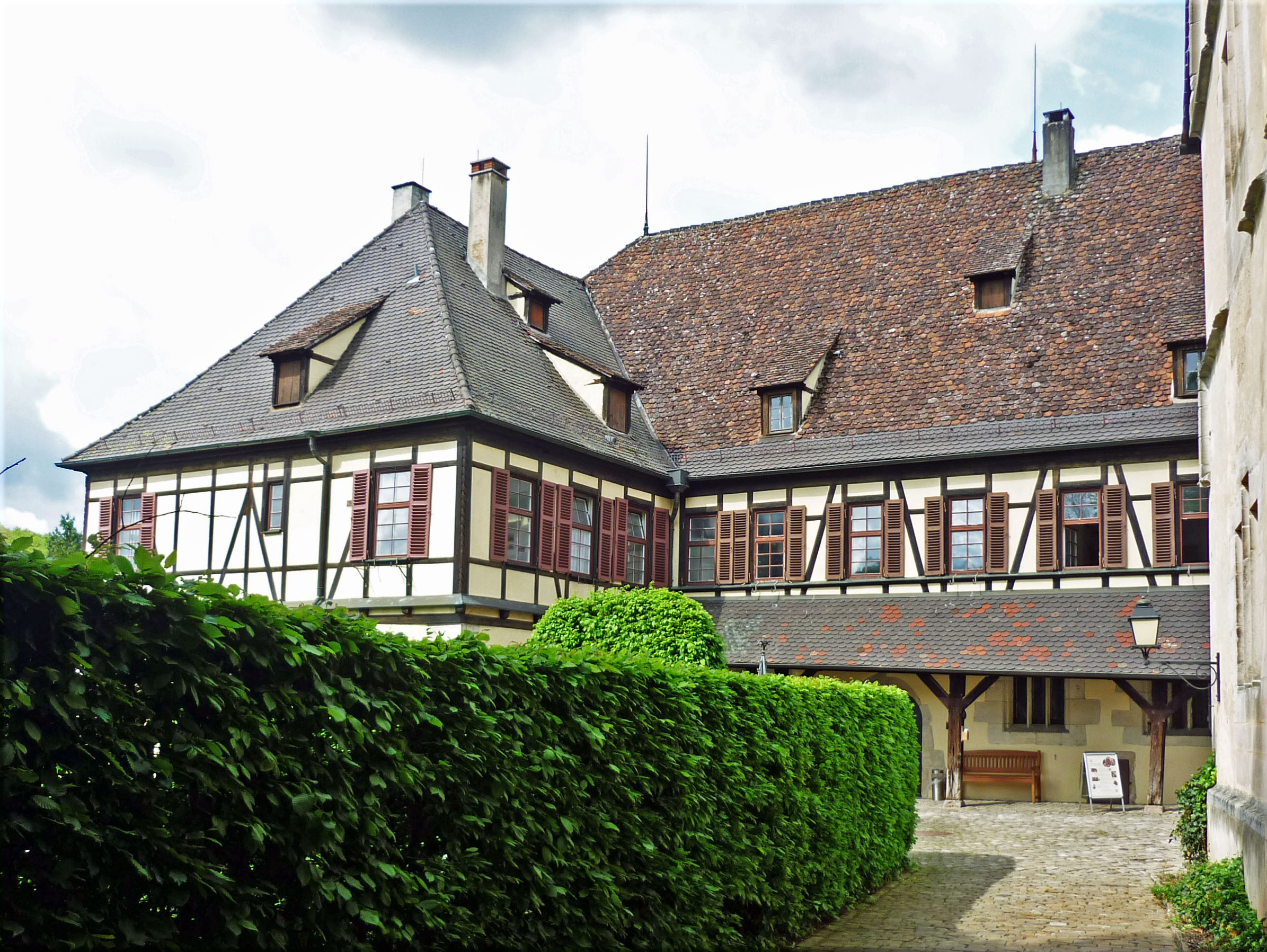
Замок Бебенгаузен, 2015

Після Листопадової революції 1918 року королівська пара погодилася прийняти щорічний дохід та право мешкати у своїй приватній власності. Вільгельм отримував пенсію 200 000 марок. Мешкало подружжя у замках Фрідріхсгафен та Бебенгаузен. У жовтні 1921 року Вільгельм помер. Шарлотта решту життя провела в Бебенхаузені. У 1944 році вона перенесла інсульт, після чого пересувалася на інвалідному візку.
Пішла з життя 16 липня 1946 року у Бебенхаузені як остання королева німецьких держав. Похована у родинній могилі Вюртембергів на Старому цвинтарі Людвігсбургу.

## Нагороди
- Великий хрест ордену Святої Катерини (Російська імперія) (27 серпня 1892).

## Титули
- 10 жовтня 1864—8 квітня 1886 — Її Світлість Принцеса Шарлотта цу Шаумбург-Ліппе;
- 8 квітня 1886—6 жовтня 1891 — Її Королівська Високість Кронпринцеса Вюртемберзька;
- 6 жовтня 1891—30 листопада 1918 — Її Величність Королева Вюртемберзька;
- 30 листопада 1918—16 липня 1946 — Її Величність Королева Шарлотта Вюртемберзька.